# Filon mère

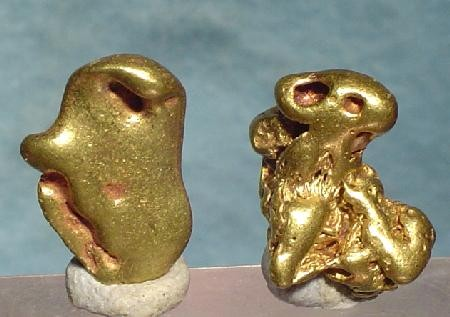
Deux pépites d'or usées par l'eau, du comté de Tuolumne. Elles sont typiques des plus grosses pépites trouvées par les premiers mineurs de placers de la ruée vers l'or en Californie (chacune ~ 1,6 x 1,1 x 0,3 cm).

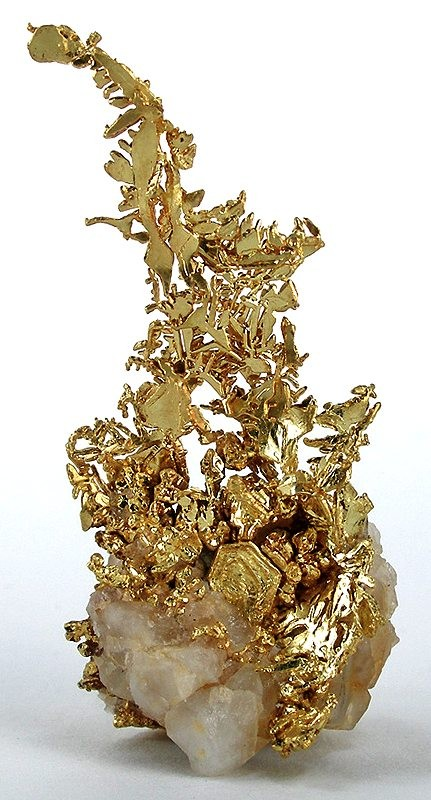
Spécimen d'or cristallin du California Mother Lode, probablement du comté de Tuolumne (5,3 x 2,7 x 2,4 cm).

Le filon mère ou filon principal  ou lode principal (en anglais : Mother lode) est une veine ou zone principale de minerai d'or ou d'argent. En particulier c'est un gîte de lode primaire duquel un placer a été dérivé. 
L'expression en anglais est également utilisé familièrement pour désigner l'origine réelle ou imaginaire de quelque chose de précieux ou en grande abondance.

## Terme
L'expression « Mother lode » en anglais provient probablement d'une traduction littérale de la « veta madre » espagnole, un terme commun dans les anciennes mines mexicaines. veta madre, par exemple, est le nom donné à une veine d'argent de 11 km découverte en 1548 à Guanajuato, Nouvelle-Espagne (Mexique moderne)[citation nécessaire].

## California Mother Lode
Aux États-Unis, Mother Lode est le nom donné à un long alignement célèbre de gisements d'or de roches dures s'étendant du nord-ouest au sud-est dans la Sierra Nevada de Californie. Il fut découvert au début des années 1850, lors de la ruée vers l'or en Californie . Le California Mother Lode est une zone de 1,5 à 6 km de large et 190 km long, entre Georgetown au nord et Mormon Bar (en) au sud.
Le Mother Lode coïncide avec la ligne de suture d'un terrane, le Smartville Block (en). La zone contient des centaines de mines et de prospects, y compris certaines des mines historiques les plus connues de l'époque de la ruée vers l'or. Les gisements d'or individuels dans le Mother Lode sont des veines de quartz aurifères de jusqu'à 15 mètres épaisseur et de quelques milliers de pieds de long. Le California Mother Lode était l'un des districts aurifères les plus productifs des États-Unis. Aujourd'hui, il est connu comme une destination touristique et pour ses vignobles.
La ruée vers l'or en Californie, comme pour la plupart des ruées vers l'or, a commencé par la découverte d'or placérien dans les sables et les graviers des lits de cours d'eau, où l'or s'était érodé depuis les gisements de veines de roche dure. Les mineurs de placers ont suivi les sables aurifères en amont pour découvrir la source dans le substratum rocheux. Cette source était la "mère" de l'or dans la rivière et a donc été surnommée le " mother lode".

## Voir également
- Ruée vers l'or en Californie
- Gold Country
- Exploitation minière de placers